# Johann Ludwig von Schedius

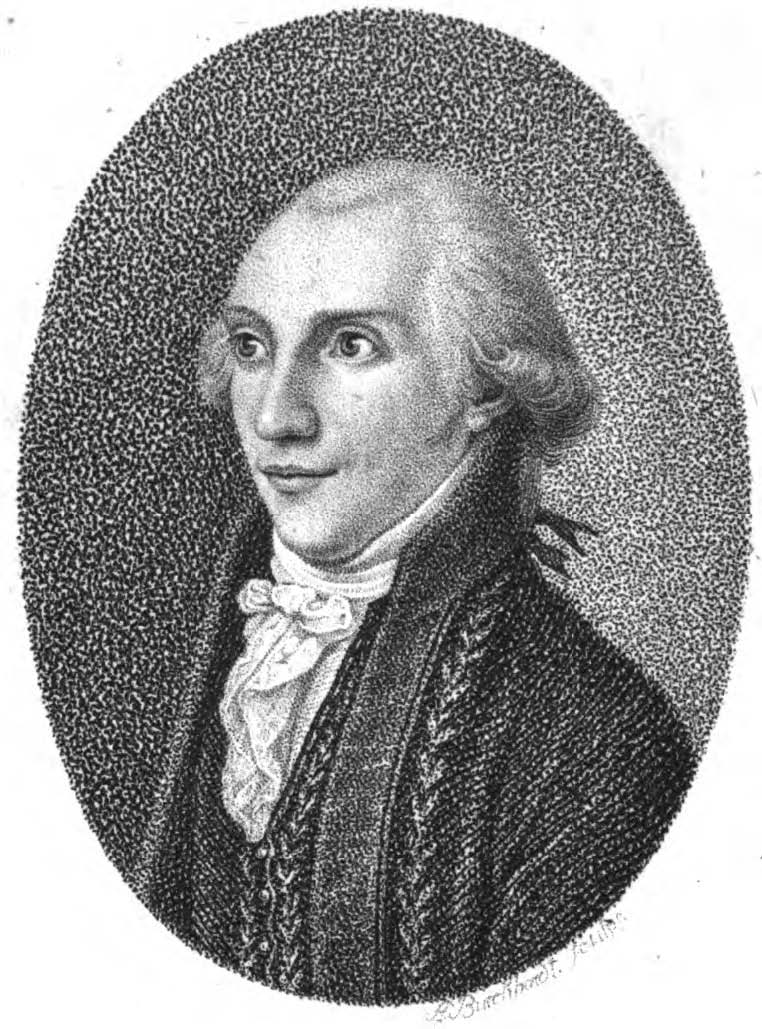
(Kupferstich von 1806)
Johann Ludwig von Schedius

Johann Ludwig von Schedius (* 20. Dezember 1768 in Győr; † 12. November 1847 in Pest) war ein deutsch-ungarischer Philologe, Lehrer und Geograph.

## Leben
Schedius entstammt einer protestantischen, aus dem Braunschweig-Lüneburgischen nach Ungarn übersiedelten Familie. 1660 wurde die Familie von Kaiser Leopold in den Adelstand erhoben.
Ludwig wurde zunächst zu Hause von seiner Mutter unterrichtet, anschließend besucht er die Schule in Preßburg, dann die in Odenburg, wo er von Martin von Schwartner unterrichtet wurde. Er beschloss Theologie zu studieren und kam 1788 nach Göttingen. Dort aber lernte er andere Zweige der Wissenschaft kennen, studierte philologische, historische und politische Wissenschaften und wurde Mitglied des philologischen Seminars unter Christian Gottlob Heyne. Im Jahr 1790 gewann er mit seiner Abhandlung: „Commentatio de Sacris opertis Christianorum, sive de disciplina, quam vocant arcani …“ (Göttingen 1790, 4°.) den ersten Preis. Im November 1791 kehrte er nach Ungarn zurück. Dort bewarb er sich um die Lehrämter der Ästhetik und Philologie an der Hochschule in Pest, im März 1792 wurde er dort angenommen. Er engagierte sich sehr, so gab er 1792 und 1793 kostenlosen Unterricht und nahm Schüler in sein Haus auf. Bereits 1800 begann er mit erfolgreichen Versuchen zur Seidenzucht, was ihm 1810 eine Einladung nach Wien eintrug. 1802 wurde er zum korrespondierenden Mitglied der Göttinger Akademie der Wissenschaften gewählt. In den Jahren 1806 bis 1808 schuf er mit dem Husaren-Offizier Janos Lipszky eine Karte Ungarns mit 12 Folioblättern, welches die bis dato beste Karte war. 1810 wurde er Schulinspektor und gründete auch selbst eine Schule, die sich im Laufe der Zeit zu einem der besten in Ungarn entwickelte. Als 1811 Pest ein großes städtisches Theater erhielt, wurde er zum Direktor ernannt und blieb dieses bis 1817. 
1838 gab er mit dem Ingenieur Blascheneck eine General-, Post- und Straßenkarte Ungarns heraus.
Er war Mitglied zahlreicher Wissenschaftlicher Gesellschaften, so kaiserlich russischen in Charkow und der Gesellschaft der Wissenschaften in Jena. Er wurde  1831 Ehrenmitglied der ungarischen und war Vice-Präsident der Kisfaludy-Gesellschaft.